# Hymenaster echinulatus
Hymenaster echinulatus är en sjöstjärneart som beskrevs av Percy Sladen 1882. Hymenaster echinulatus ingår i släktet Hymenaster och familjen knubbsjöstjärnor. Inga underarter finns listade i Catalogue of Life.

## Bildgalleri

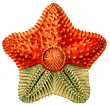